# Rothbach
Rothbach es una localidad y comuna francesa, situada en el departamento de Bajo Rin en la región de Alsacia.
La comuna se ubica en los límites  del Parque natural regional de los Vosgos del Norte.

## Demografía
| 396 | 412 | 420 | 441 | 472 | 510 |
| Para los censos de 1962 a 1999 la población legal corresponde a la población sin duplicidades (Fuente: INSEE [Consultar]) |     |     |     |     |     |

## Personajes célebres
- Friedrich Lienhard, nacido en 1865, escritor en lengua alemana, líder del movimiento "Heimatkunst"